# Provincia Occidentale (Ruanda)
La provincia Occidentale (in francese province de l'Ouest) è una delle cinque province del Ruanda. La provincia è stata istituita il 1º gennaio 2006, accorpando le precedenti province di Cyangugu, Gisenyi e Kibuye, e una piccola parte della provincia di Ruhengeri.

## Geografia antropica

### Suddivisioni amministrative
La provincia è suddivisa in 7 distretti:
- Karongi
- Ngororero
- Nyabihu
- Nyamasheke
- Rubavu
- Rusizi
- Rutsiro